# Gmina Szemud
Gmina Szemud je vesnická vnitrozemská gmina v okrese Wejherowo, západně od města Gdyně v Pomořském vojvodství v severním Polsku. správním střediskem gminy je obec Szemud. Do gminy Szemud patří také okrajové části Trojměstského krajinného parku (Trójmiejski Park Krajobrazowy). V Gmině pramení řeky Gościcinka, Zagórska Struga, Kacza, Strzelanka, Trzy Rzeki a Dębnica. Nachází se zde mnoho mokřadů a jezer, z nichž nejvýznamnější jsou Kamień, Kielno, Marchowo Wschodnie, Marchowo Zachodnie, Otalżyno, Orzechowo a Wysoka. Významné jsou také množství ptáků a rostlinné glaciální relikty.

## Starostenství v gmině Szemud
V gmině je zahrnuto 23 starostenství (sołectwo, šoltýství):
- Będargowo
- Bojano
- Częstkowo
- Dobrzewino
- Donimierz
- Głazica
- Grabowiec
- Jeleńska Huta
- Kamień
- Karczemki
- Kieleńska Huta
- Kielno
- Koleczkowo
- Kowalewo
- Leśno
- Łebieńska Huta
- Łebno
- Przetoczyno
- Rębiska
- Szemud
- Szemudzka Huta
- Warzno
- Zęblewo